# Trichaeta fulvescens
Trichaeta fulvescens är en fjärilsart som beskrevs av Walker 1854. Trichaeta fulvescens ingår i släktet Trichaeta och familjen björnspinnare. Inga underarter finns listade i Catalogue of Life.